# ایلرکیرشبرگ
ایلرکیرشبرگ (به آلمانی: Illerkirchberg) یک شهر در آلمان است که در الب-دانو-کریس واقع شده‌است. ایلرکیرشبرگ ۴٬۶۸۴ نفر جمعیت دارد.